# Суасон-Юг (кантон)
Суасон-Юг (фр. Soissons-Sud) — упраздненный кантон во Франции, регион Пикардия. Департамент кантона — Эна. Входил в состав округа Суасон. Население кантона на 2011 год составляло 27 244 человека.
Код INSEE кантона — 0241. Всего в кантон Суасон-Юг входило 11 коммун, из них главной являлась Суасон.

## Коммуны кантона
В состав кантона входили коммуны (население по данным Национального института статистики за 2011 г.):
- Беллё — население 3 867 чел.
- Берзи-ле-Сек — население 400 чел.
- Бийи-сюр-Эн — население 1 102 чел.
- Вобюэн — население 770 чел.
- Курмель — население 1 708 чел.
- Мерсен-э-Во — население 943 чел.
- Мисси-о-Буа — население 111 чел.
- Нуайян-э-Аконен — население 487 чел.
- Плуази — население 81 чел.
- Сетмон — население 587 чел.
- Суасон — население 17 188 чел. (частично)

## Экономика
Структура занятости населения (без учета города Суасон):
- сельское хозяйство — 4,3 %
- промышленность — 24,9 %
- строительство — 10,2 %
- торговля, транспорт и сфера услуг — 41,6 %
- государственные и муниципальные службы — 19,0 %

## Политика
На президентских выборах 2012 г. жители кантона отдали в 1-м туре 27,4 % голосов Франсуа Олланду против 25,2 % у Николя Саркози и 24,7 % у Марин Ле Пен, во 2-м туре в кантоне победил Олланд, получивший 50,1 % (2007 г. 1 тур: Саркози — 30,8 %, Сеголен Руаяль — 24,6 %; 2 тур: Саркози — 55,3 %). На выборах в Национальное собрание в 2012 г. по 4-му избирательному округу департамента Эна они в 1-м туре поддержали кандидата левых Мари-Франсуазу Бештель, получившую 27,2 % голосов, но во 2-м туре отдали большинство голосов — 50,7 % — её оппоненту Изабель Летрийяр.
|  | Кандидат      | Партия                  | % голосов |
|  | ------------- | ----------------------- | --------- |
|  | Серж Валле    | Коммунистическая партия | 58,14     |
|  | Паскаль Тордё | Прочие правые           | 41,86     |